# Oligothrix gracilis
 Oligothrix gracilis  DC., 1838 è una specie di piante angiosperme dicotiledoni della famiglia delle Asteraceae (sottofamiglia Asteroideae). Oligothrix gracilis è anche l'unica specie del genere Oligothrix  DC., 1838.

## Etimologia
L'etimologia del nome del genere deriva da due parole greche: "oligo" (= piccolo, debole o pochi) e "thrix" (= capelli). Probabilmente si riferisce al pappo.
Il nome scientifico della specie è stato definito dal botanico Augustin Pyramus de Candolle (1778-1841) nella pubblicazione " Prodromus Systematis Naturalis Regni Vegetabilis ... (DC.)" ( Prodr. [A. P. de Candolle] 6: 304 ) del 1838. ll nome scientifico del genere è stato pubblicato per la prima volta nella stessa pubblicazione.

## Descrizione
Habitus. La specie di questa voce comprende piccole piante piante erbacee a ciclo biologico annuo.
Fusto. La parte aerea è eretta, semplice o poco ramosa.
Foglie. Le foglie cauline sono disposte in modo alternato. Sono sessili e amplessicauli; la lamina è intera con margini seghettati.
Infiorescenza. Le sinflorescenze sono composte da pochi capolini organizzati in sparse formazioni corimbose. Le infiorescenze vere e proprie sono formate da un capolino di tipo radiato terminale e peduncolato. In particolare i capolini sono composti da un involucro formato da diverse brattee, a volte connate, disposte in modo più o meno embricato su alcune serie, al cui interno un ricettacolo fa da base ai fiori di due tipi (fiori dimorfici): quelli esterni del raggio ligulati e quelli più interni del disco tubulosi. Il ricettacolo in genere è nudo (senza pagliette) e può essere peloso o glabro.
Fiori.  I fiori (piccoli e pochi) sono tetra-ciclici (formati cioè da 4 verticilli: calice – corolla – androceo – gineceo) e pentameri (calice e corolla formati da 5 elementi). Sono inoltre ermafroditi, più precisamente i fiori del raggio (quelli ligulati e zigomorfi) sono femminili; mentre quelli del disco centrale (tubulosi e actinomorfi) sono bisessuali.
- Formula fiorale:

*/x K {\displaystyle \infty }, [C (5), A (5)], G 2 (infero), achenio
- Calice: i sepali del calice sono ridotti ad una coroncina di squame.
- Corolla: nella parte inferiore i petali della corolla sono saldati insieme e formano un tubo. In particolare la corolla del disco centrale (tubulosi) termina con delle fauci dilatate a raggiera con cinque lobi. La corolla dei fiori periferici (ligulati) il tubo si trasforma in un prolungamento nastriforme terminante più o meno con cinque dentelli. Colori dei fiori periferici: bianco o giallo; il giallo è anche il colore dei fiori del disco.
- Androceo: gli stami sono 5 con dei filamenti liberi; le antere invece sono saldate fra di loro e formano un manicotto che circonda lo stilo (sono inoltre prive di appendici filiformi). Le antere normalmente sono senza coda ("ecaudate") e sono tetrasporangiate, raramente sono bisporangiate. La base dei filamenti è distintamente gonfia.[10] Il tessuto endoteciale è radiale o polarizzato. Il polline è tricolporato (tipo "helianthoid").[12]
- Gineceo: lo stilo è biforcato (raramente unico) con due stigmi nella parte apicale; gli stigmi hanno delle aree stigmatiche separate, sono troncati e hanno dei peli ampi. L'ovario è infero uniloculare formato da 2 carpelli.

Frutti. I frutti sono degli acheni con pappo. La forma dell'achenio è ellittica-oblunga con alcune striature longitudinali alternate ad aree glabre o papillose-pelose. Il carpoforo è indistinto o distinto e ha la forma di un anello apicale. Il pappo in genere è bianco e formato da una serie di poche, snelle e caduche setole barbate.

## Biologia
Impollinazione: l'impollinazione avviene tramite insetti (impollinazione entomogama tramite farfalle diurne e notturne).
Riproduzione: la fecondazione avviene fondamentalmente tramite l'impollinazione dei fiori (vedi sopra).
Dispersione: i semi (gli acheni) cadendo a terra sono successivamente dispersi soprattutto da insetti tipo formiche (disseminazione mirmecoria). In questo tipo di piante avviene anche un altro tipo di dispersione: zoocoria. Infatti gli uncini delle brattee dell'involucro (se presenti) si agganciano ai peli degli animali di passaggio disperdendo così anche su lunghe distanze i semi della pianta. Inoltre per merito del pappo il vento può trasportare i semi anche a distanza di alcuni chilometri (disseminazione anemocora).

## Distribuzione e habitat
La distribuzione di questa specie è relativa alla Provincia del Capo.

## Tassonomia
La famiglia di appartenenza di questa voce (Asteraceae o Compositae, nomen conservandum) probabilmente originaria del Sud America, è la più numerosa del mondo vegetale, comprende oltre 23.000 specie distribuite su 1.535 generi, oppure 22.750 specie e 1.530 generi secondo altre fonti (una delle checklist più aggiornata elenca fino a 1.679 generi). La famiglia attualmente (2021) è divisa in 16 sottofamiglie; la sottofamiglia Asteroideae è una di queste e rappresenta l'evoluzione più recente di tutta la famiglia.

### Filogenesi
Il genere di questa voce appartiene alla sottotribù Othonninae della tribù Senecioneae (una delle 21 tribù della sottofamiglia Asteroideae). In base ai dati filogenetici la sottotribù, all'interno della tribù, occupa una posizione più o meno centrale e insieme alla sottotribù Senecioninae forma un "gruppo fratello".
I seguenti caratteri sono distintivi per la sottotribù:
- l'areale di origine della maggior parte delle specie è africana ("Sub-Saharan Africa");
- la forma e la disposizione delle brattee dell'involucro è varia;
- questo gruppo inoltre mostra notevoli variazioni in alcuni caratteri morfologici, come la forma e la disposizione delle foglie, l'indumento, il tipo di infiorescenza e il colore dei fiori.

La struttura principale della sottotribù è formata da una politomia di tre subcladi: (1) Gymnodiscus e Crassothonna, (2) Euryops, (3) Othonna, Hertia e Lopholaena.
I caratteri distintivi per le specie del genere  Oligothrix sono:
- le foglie sono amplessicauli e con bordi seghettati;
- il pappo è formato da poche corte e decidue setole;
- l'unica specie del genere è endemica della Provincia del Capo.